# ماركوس باوس
ماركوس باوس ‎[ˈmɑ̀rkʉs ˈpæʉs]‏ (المولود في 14 من اكتوبر 1979م) هو ملحن نرويجي. وهو معروف بتركيزه على التقليد والنغمة واللحن.
هو نجل المغني أولي باوس.

## روابط خارجية
- ماركوس باوس على موقع IMDb (الإنجليزية)
- ماركوس باوس على موقع ألو سيني (الفرنسية)
- ماركوس باوس على موقع ميوزك برينز (الإنجليزية)
- ماركوس باوس على موقع قاعدة بيانات الأفلام السويدية (السويدية)
- ماركوس باوس على موقع ديسكوغز (الإنجليزية)
- ماركوس باوس على موقع كينوبويسك (الروسية)